# Seth Olsen
Seth Eli Johan Olsen (* 1. März 1882 in Sisimiut; † 8. April 1921 ebenda) war ein grönländischer Landesrat.

## Leben
Seth Olsen war der Sohn des Jägers Jørgen Ole Tønnes Jokum Olsen (1852–?) und seiner Frau Kirstine Bodil Benedikta Absalonsen (1854–?). Er war selbst ebenfalls Jäger und wurde 1917 in Sydgrønlands Landsråd gewählt. Er nahm allerdings 1919 das letzte Mal an einer Sitzung teil und starb noch während der Legislaturperiode 1921 im Alter von 39 Jahren an Tuberkulose. Er wurde von Marius Olsen vertreten. Seth Olsen war der jüngere Bruder des Landesrats Simon Olsen (1879–1936) und der Onkel des Landesrats Jørgen C. F. Olsen (1916–1985). Sein Enkel ist der Sprachwissenschaftler Carl Christian Olsen (* 1943).